# Kridt
 For alternative betydninger, se Kridt (flertydig). (Se også artikler, som begynder med Kridt)
Kridt er en form for kalksten, som hovedsagelig er dannet ved hærdning af slam bestående af kokkolitter (mikroskopiske kalkplader fra kalkflagellater; planktoniske alger) og i mindre grad foraminiferer (encellede dyr i kalkhuse). Kridt har domineret aflejringer fra midten af Kridttiden til et stykke ind i Paleocæn. Kalkflagellater drysser stadig kokkolitter af sig, men disse indgår blot i kalksten domineret af makrofossiler.